# 布哈里堡區

35°53′08″N 2°45′03″E / 35.8856°N 2.7508°E
布哈里堡區（阿拉伯语：‎），是阿爾及利亞的行政區，位於該國北部，由麥迪亞省負責管轄，首府設於布哈里堡，面積278平方公里，2008年人口77,208，人口密度每平方公里277人。